# Ерік Ферігра
Ерік Ферігра (ісп. Erick Ferigra, нар. 7 лютого 1999, Гуаякіль) — еквадорський футболіст, захисник іспанського «Лас-Пальмаса» і національної збірної Еквадору.

## Клубна кар'єра
Народився 7 лютого 1999 року в місті Гуаякіль. З дитячих років займався футболом в Іспанії, спочатку у футбольній академії «Кельме», а протягом 2012-2016 років у структурі «Барселонаи».
2016 року перебрався до Італії, приєднавшисть до юнацької команди «Фіорентини», а з наступного року став гравцем молодіжної команди «Торіно».
У матчі розіграшу Кубка Італії 2018/19 дебютував у складі головної команди туринського клубу. 
Сезон 2019/20 провів в оренді у друголіговому «Асколі», де взяв участь у 15 іграх в усіх турнірах, після чого повернувся до «Торіно».
Протягом сезону 2020/21 так і не дебютував за туринську команду, після чого влітку 2021 року безкоштовно перейшов до іспанського «Лас-Пальмаса».

## Виступи за збірну
У жовтні 2020 року дебютував в офіційних матчах у складі національної збірної Еквадору, взявши участь у грі відбору на ЧС-2022 проти аргентинців.
| Дата      | Місто        | Господарі | Результат | Гості   | Турнір            | Голи | Примітки |
| --------- | ------------ | --------- | --------- | ------- | ----------------- | ---- | -------- |
| 9-10-2020 | Буенос-Айрес | Аргентина | 1 – 0     | Еквадор | Відбір до ЧС 2022 | -    | 46'      |
| Усього    |              | Матчів    | 1         |         | Голів             | 0    |          |